# Jernej Bastiančič
Jernej Bastiančič, slovenski rimokatoliški duhovnik in nabožni pisatelj, * (?) 1754, Mišače, † 14. januar 1818, Lesce.

## Življenje in delo
V duhovnika je bil posvečen 1779. Služboval je v raznih krajih ljubljanske škofije, med drugim je bil 1783–1788 kaplan v ljubljanski stolnici in dekan v Lescah. Izdal je Katholšku podvučenje od tih pervih dveh sakramentov, svetega kersta, inu svete firme (Ljubljana, 1783), kjer ni zabeležena le slovenska formula za sodelovanje pri krstu, ki jo je prinašal obrednik ljubljanske škofije že od 1706 naprej, ampak je bil prvič v slovenščino  preveden ves liturgični latinski tekst za krščevanje in birmovanje. Knjižica predstavlja dopolnjeno navodilo izvajanj v  katekizmu in dve poglavji prve slovenske liturgike. 